# Focas (cràter marcià)
Focas és un cràter d'impacte del planeta Mart que pertany al quadrangle Ismenius Lacus. Està situat al Nord-Oest del cràter Cerulli, al Nord-Est de Maggini i al Sud-Est de Semeykin, an les coordenades 33.9° Nord i 347.3º Oest.

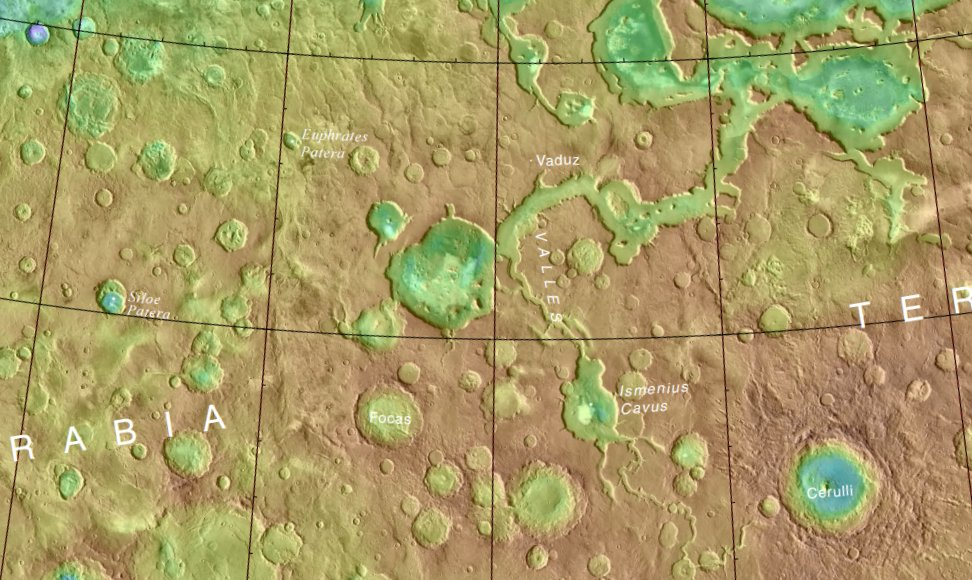
Localització de Focas.

L'impacte va causar una petjada de 76.5 quilòmetres de diàmetre. El nom va ser aprovat en 1973 per la Unió Astronòmica Internacional, en honor de l'astrònom greco-francès Jean Focas (1909-1969).